# 阿爾伯希爾 (加利福尼亞州)
阿爾伯希爾（英語：Alberhill）是位於美國加利福尼亞州河濱縣的一個非建制地區。該地的面積和人口皆未知。

## 地理
阿爾伯希爾的座標為33°43′38″N 117°23′59″W / 33.72722°N 117.39972°W，而該地的平均海拔高度為376米（即1234英尺）。